# Louis-quinze

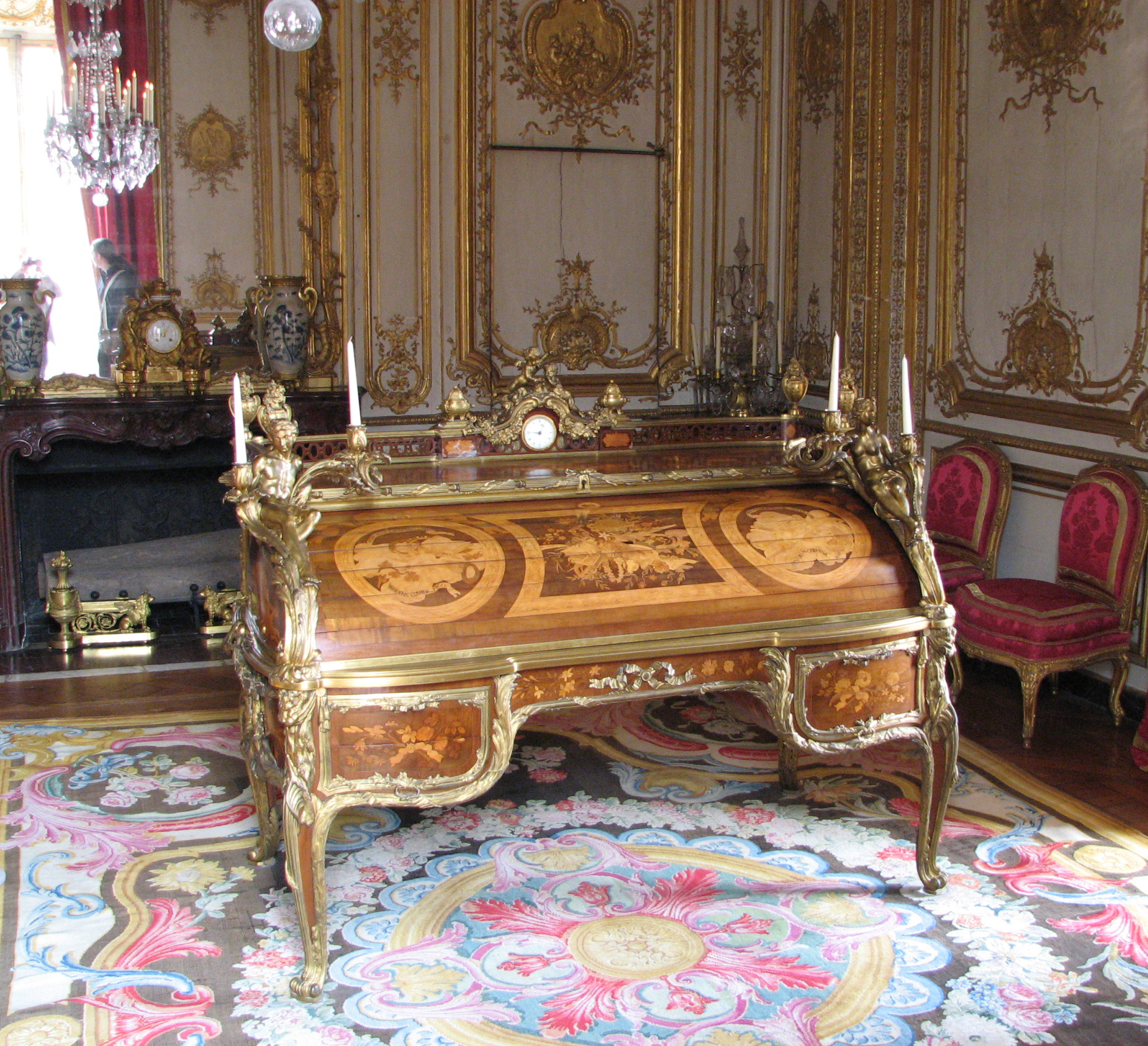
Louis-quinze-Schreibtisch (1760–1769) von Oeben und Riesener im Arbeitszimmer Ludwigs XV., Schloss Versailles

Louis-quinze (oder style rocaille) ist ein in der Zeit von ca. 1730 bis etwa 1760 in Frankreich ausgeprägter Kunst- und Einrichtungsstil, der dem Rokoko entspricht. Der Name leitet sich von König Ludwig XV. und seiner Regierungszeit ab, analog zu seinem Vorgänger Ludwig XIV. und seinem Nachfolger Ludwig XVI., deren jeweilige Ära man auch als Louis-quatorze und Louis-seize bezeichnet. Einen bedeutenden Einfluss auf Kunst und Kunsthandwerk der Epoche nahm auch die Marquise de Pompadour, die Mätresse Ludwigs XV.
Bereits gegen Ende der Regierungszeit Ludwigs XIV. und noch mehr in der Übergangsphase der Régence (1715 bis ca. 1730) wurden die Formen der Innendekoration und Möbelkunst geschwungener, verspielter und leichter, die einst beliebte strenge Gliederung der Wände mithilfe klassischer antikisierender Elemente wie Pilaster, Lisenen, Gebälk und Fries wurde immer mehr aufgelockert und verschwand schließlich. Es trat außerdem ein immer größerer Hang zu Komfort und Bequemlichkeit und zum Intimen hinzu. Als erstes bekanntes Beispiel des Stil Louis-quinze gilt Germain Boffrands Dekoration im Hôtel de Soubise in Paris, besonders der berühmte Salon ovale (ab 1732, siehe Abb. unten).

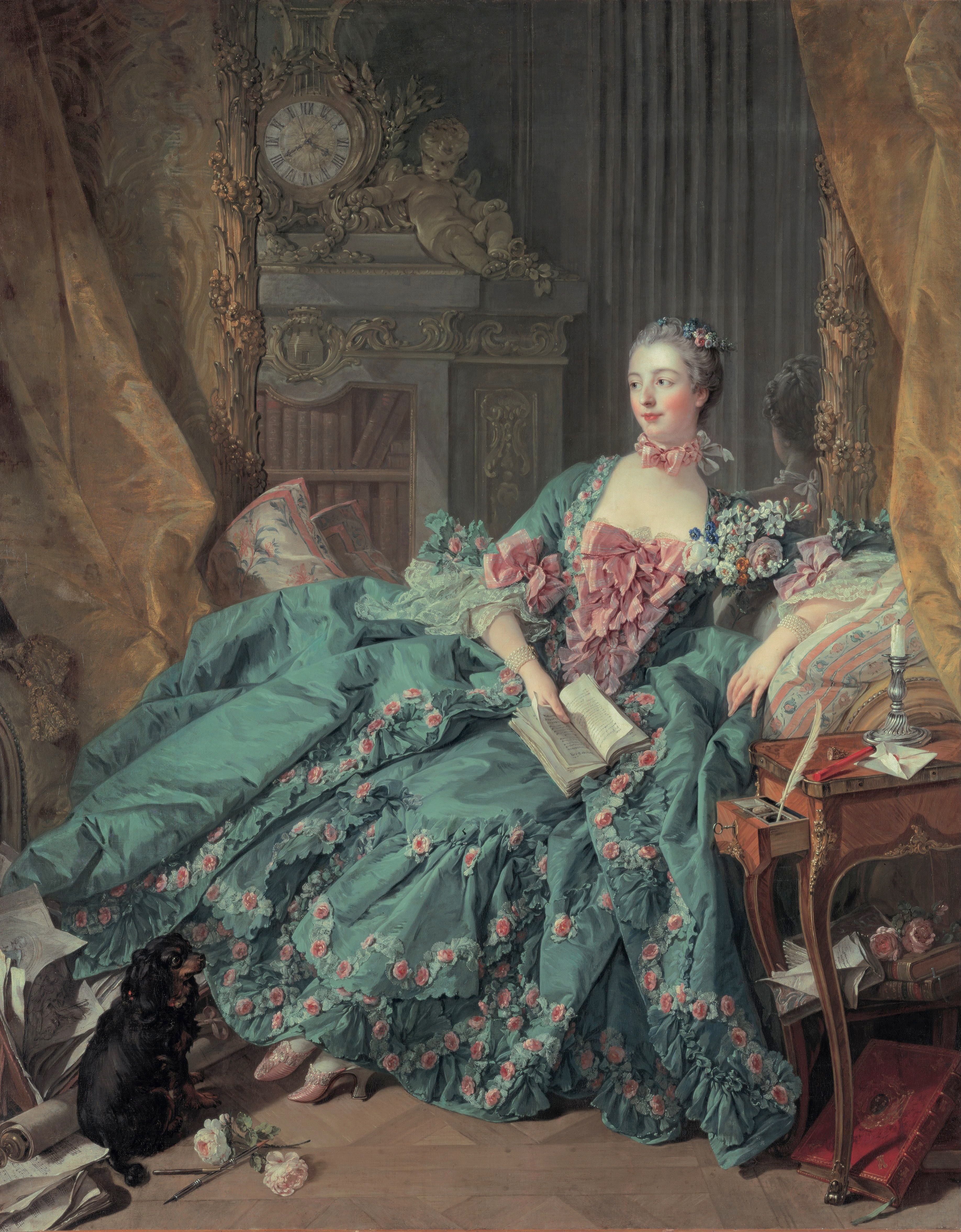
François Boucher: Madame de Pompadour, 1756, Alte Pinakothek, München

Die bereits im späten Louis-quatorze in Mode gekommenen weißen Wandvertäfelungen mit darüberliegenden geschnitzten Ornamenten (Boiserien) werden im Louis-quinze abgerundeter und sind von filigranem Rankenwerk durchzogen. Die Boiserien werden nicht nur in der Form leichter und zierlicher, sondern es wird tendenziell auch weniger Gold verwendet, manchmal auch stattdessen eine farbige Fassung. Eines der bestimmenden Elemente des Stils ist die muschelartige Form der Rocaille, die dem Rokoko ihren Namen gab, beliebt sind auch florale Motive oder exotische Dekorationen wie Chinoiserien. Auch die Farben der Wandbespannungen, die nun gerne aus Seide gewählt werden, zeigen eine ähnliche Tendenz zum Leichteren: Statt kräftiger Farben wie dem im Barock u. a. beliebten Rot wählt man nun eher pastellene Töne wie Rosé und gemusterte, mit Vorliebe geblümte, Stoffe.
Obwohl der Rokoko seinen Ursprung in Frankreich hat, bleibt der Louis-quinze im Vergleich mit den anderswo entwickelten Formen gemäßigter, die Wände immer noch klarer gegliedert. Es gibt zwar auch hier eine Tendenz zum Unregelmäßigen und Asymmetrischen, aber nicht so stark wie z. B. in Deutschland (Schlösser und Kirchen in Bayern und Schlösser Friedrich d. Großen in Potsdam) oder in Österreich (Schönbrunn u. a.), wo der Rokoko oft überbordende und fantastische Formen annimmt, die z. T. die Schwerkraft außer Kraft zu setzen scheinen.
Die Möbelkunst erreichte im Louis-quinze ein Höchstmaß an Perfektion, Eleganz und Bequemlichkeit. Sitzmöbel erhalten im Gegensatz zum schwereren und geradlinigeren Louis-quatorze nun überall abgerundete Formen und geschwungene Beine; die Rückenlehnen werden etwas niedriger, das ganze Möbel wirkt zierlicher. Ähnliches gilt für Tische, Konsolen, Kommoden und Schränke, für die ebenfalls geschwungene Wände und Beine typisch sind. Nach wie vor wird bedeutendes Mobiliar mit kunstvollen Intarsien versehen, meist aus verschiedenen Hölzern. Bedeutende Kunsttischler waren u. a. Jean-François Oeben und Johann Heinrich Riesener, die u. a. den berühmten Schreibtisch Ludwigs XV. in seinem Arbeitszimmer in Versailles herstellten (siehe Abb. oben).
Gegen Ende der Epoche, schon vor 1760 werden die Formen schlichter und rationaler und münden schließlich im Klassizismus und im Stil Louis-seize.
In der Epoche nimmt auch die Porzellanproduktion bedeutende Formen an (Manufaktur in Sèvres).
In der Malerei setzten Jean-Baptiste Pater und Nicolas Lancret bis etwa 1740 noch die in der Régence durch Watteau modern gewordene Richtung der Fêtes galantes fort. Der wohl typischste Exponent des Louis-quinze war François Boucher, der den duftigen Pinselstrich und die Poesie von Watteau übernahm und auch Entwürfe für die Gobelin-Manufaktur lieferte. Er war auch Lieblingsmaler der Madame de Pompadour, die er mehrfach porträtierte, und wurde 1765 (nach ihrem Tod) zum ersten Maler des Königs ernannt, zog aber mit seinen virtuos gemalten, dekorativen und oft erotischen Szenen gegen Ende der Epoche auch die Kritik Diderots auf sich, der früher von ihm begeistert war, ihm aber nun Frivolität vorwarf. Diese Art der Malerei wurde später durch den technisch teilweise beinahe impressionistischen Jean-Honoré Fragonard fortgesetzt.
Die wichtigsten Porträtmaler der Epoche waren Louis Tocqué und Jean-Marc Nattier, der zahlreiche Bildnisse der königlichen Familie und der Töchter des Königs schuf.
Eine gewisse Außenseiterposition nehmen die intimen und introvertierten Genreszenen und Stillleben von Jean Siméon Chardin ein, der ebenfalls zu den bedeutendsten französischen Malern des 18. Jahrhunderts gehört.
Weitere bedeutende Maler, die teilweise auch in der Innendekoration tätig waren, sind François Lemoyne, Jean-Baptiste Oudry, Christophe Huet und verschiedene Mitglieder der Familie Van Loo, insbesondere Carle und Charles-André.

## Galerie 1: Innendekoration und Möbel

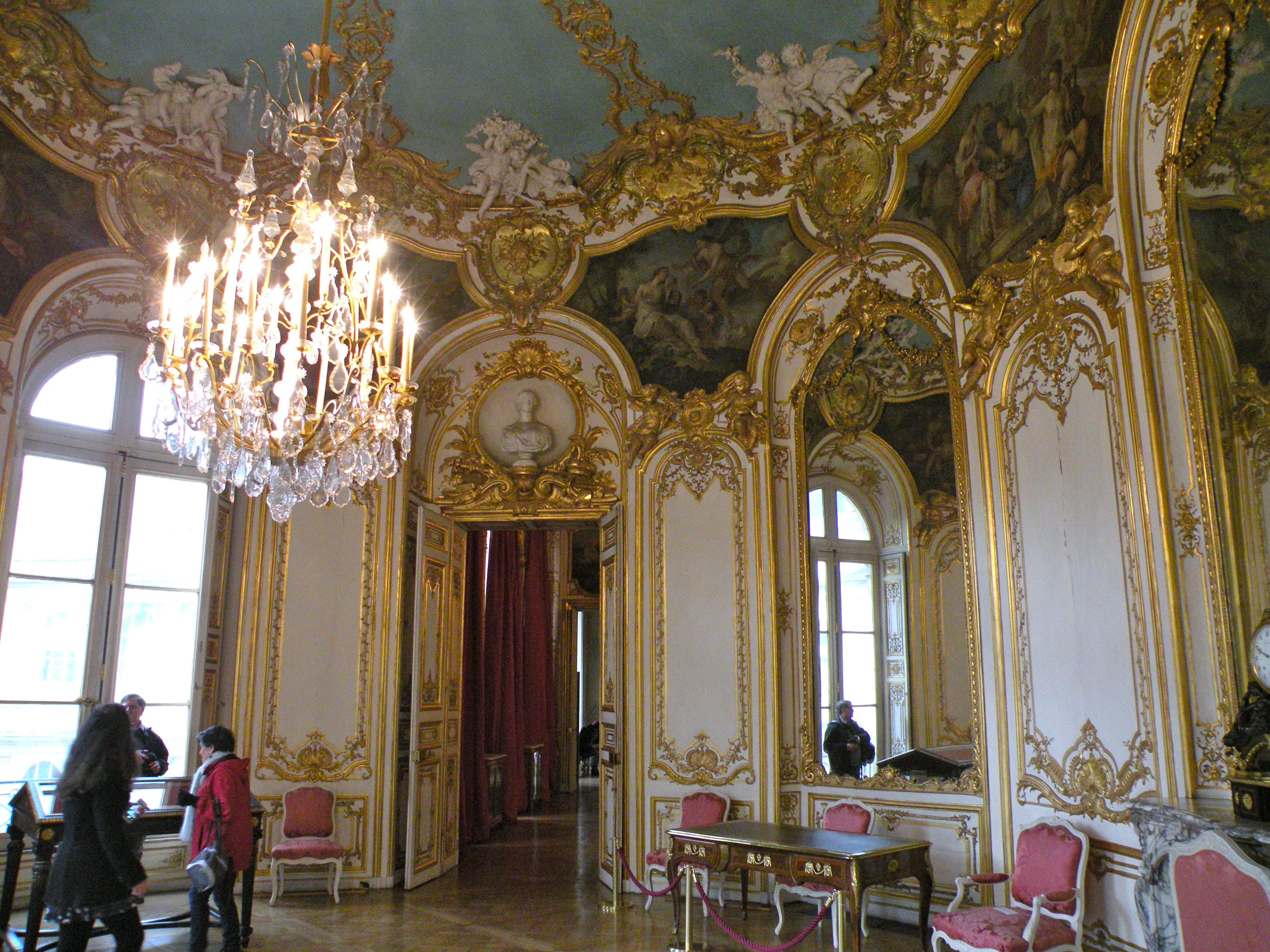
Salon ovale de la princesse, Hôtel de Soubise, Paris
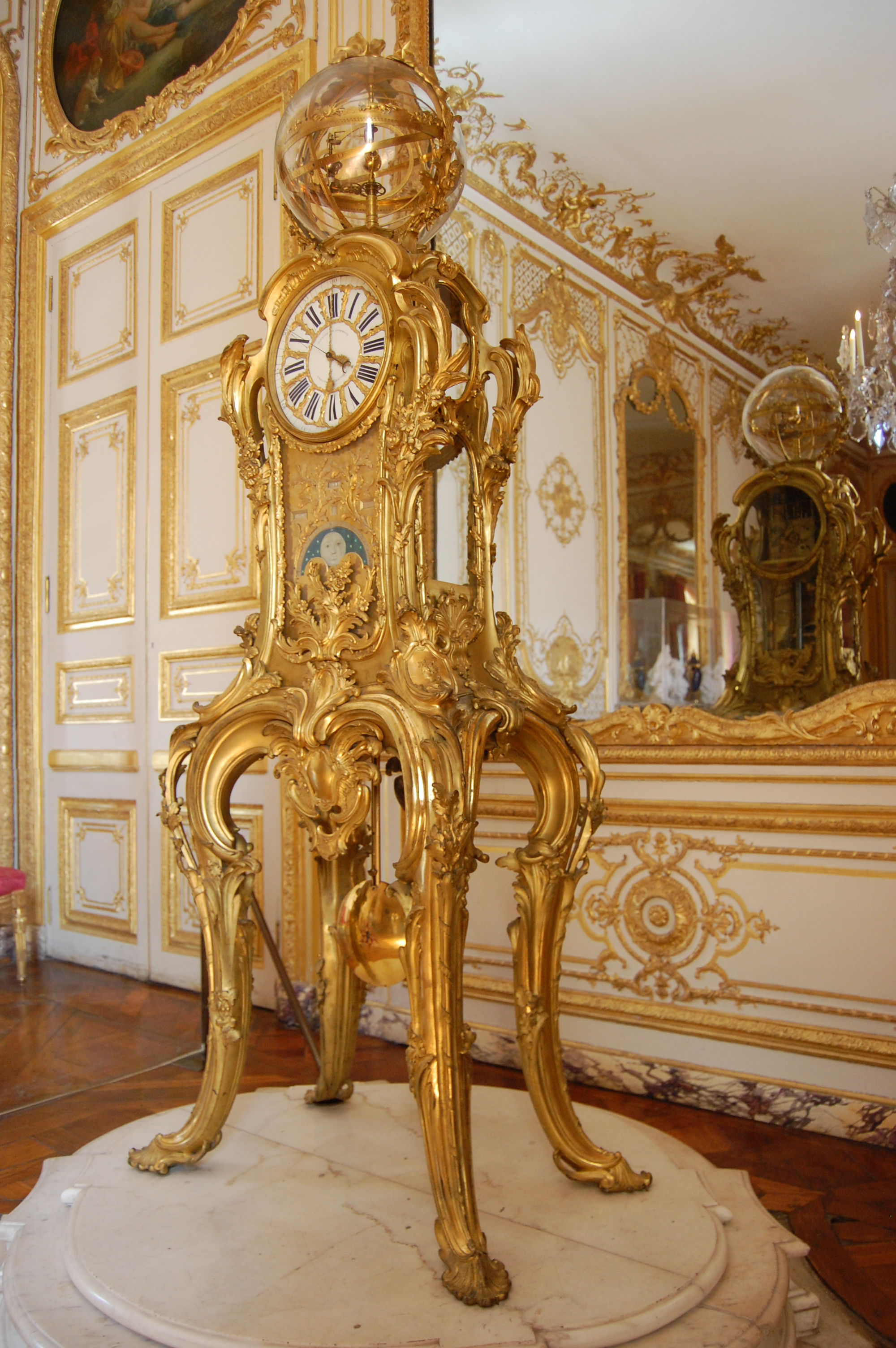
Astronomische Pendeluhr von Passemant im Cabinet de la Pendule, Versailles
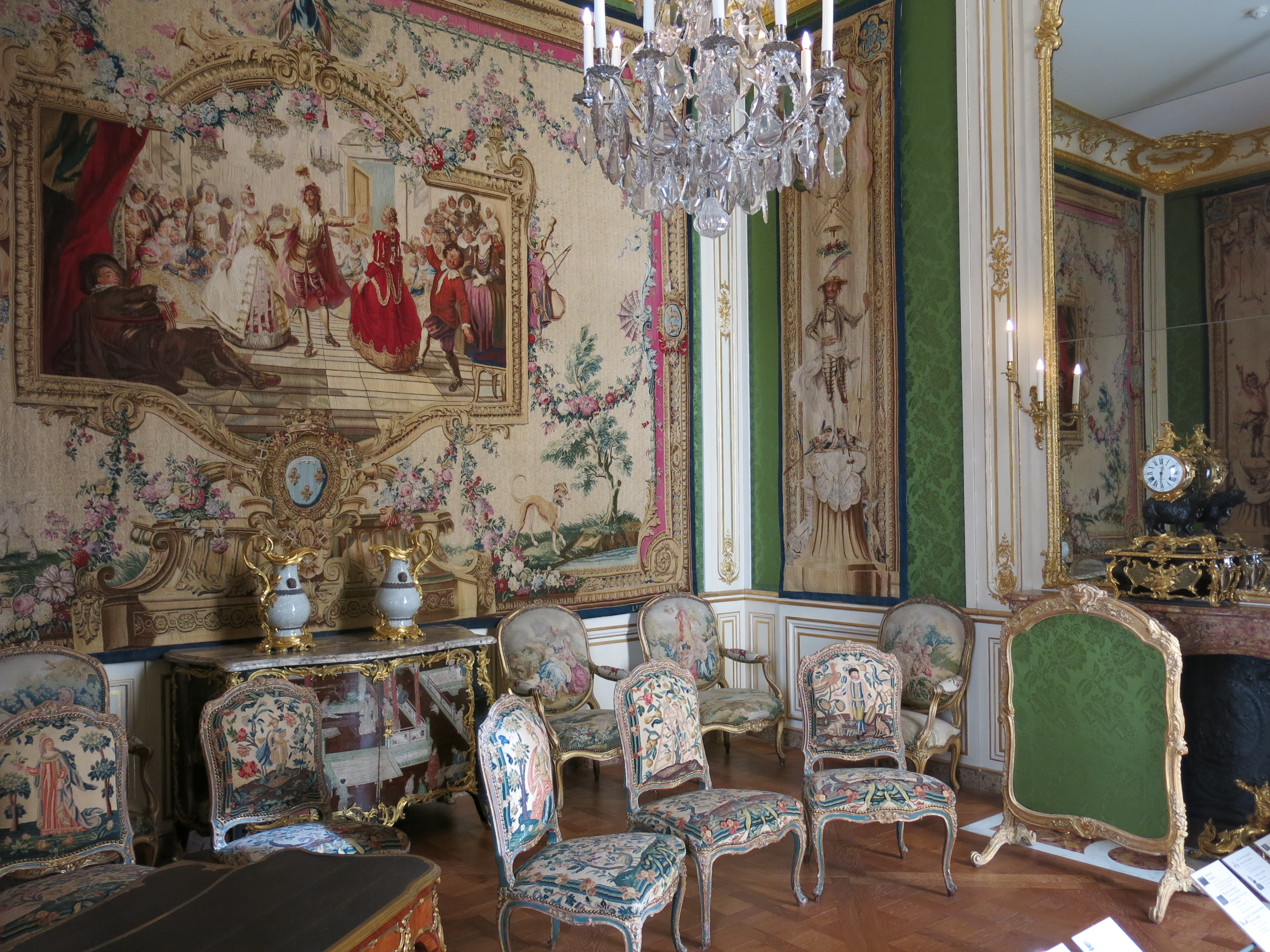
Louis-quinze-Möbel, ca. 1730–1755, Département des Objet d'Arts (Salle 42), Louvre, Paris
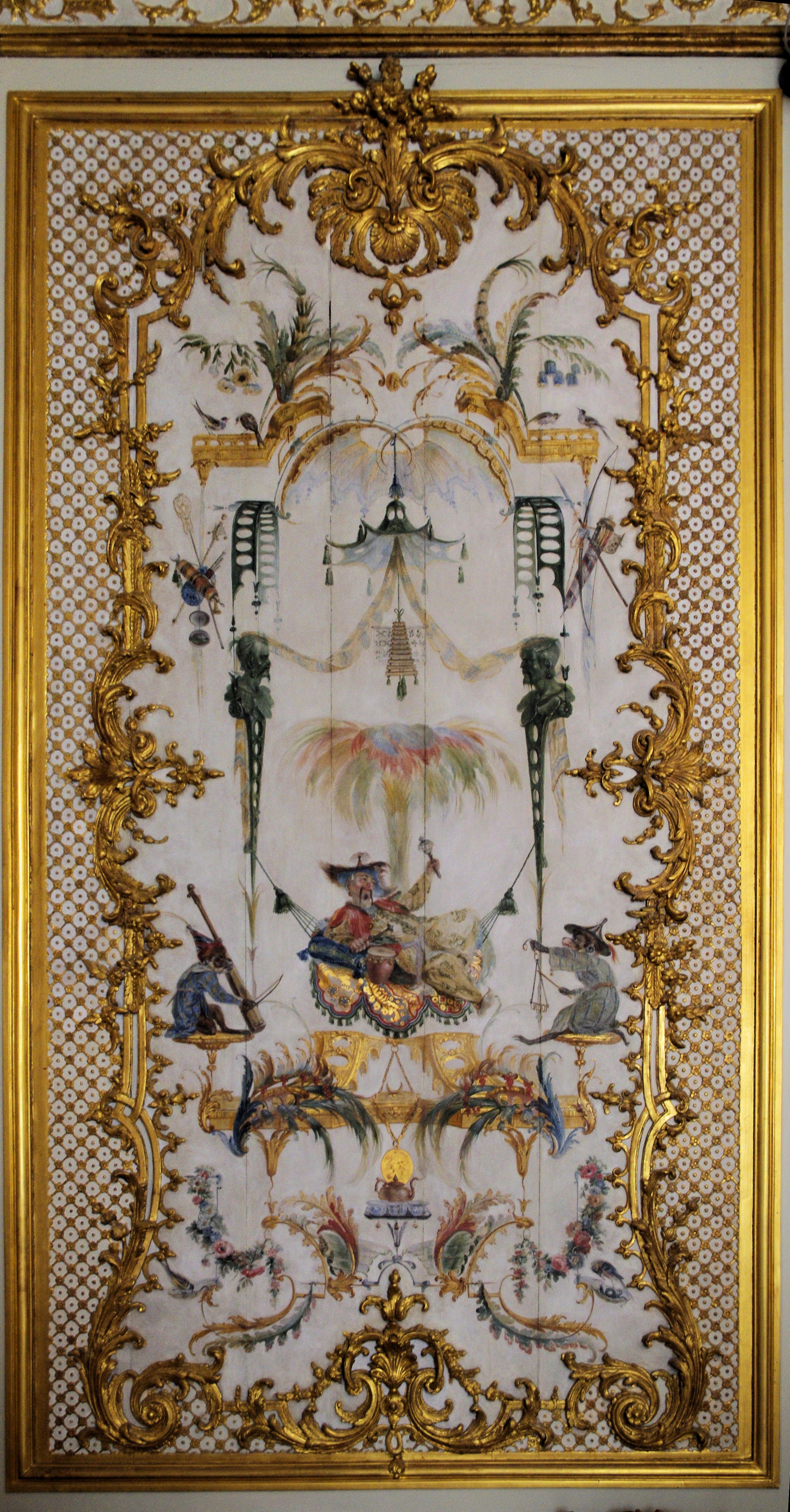
Humorvolles Chinoiserie-Dekor von Christophe Huet (ca. 1737) in der "Grande Singerie" (Großes Affenkabinett) von Schloss Chantilly
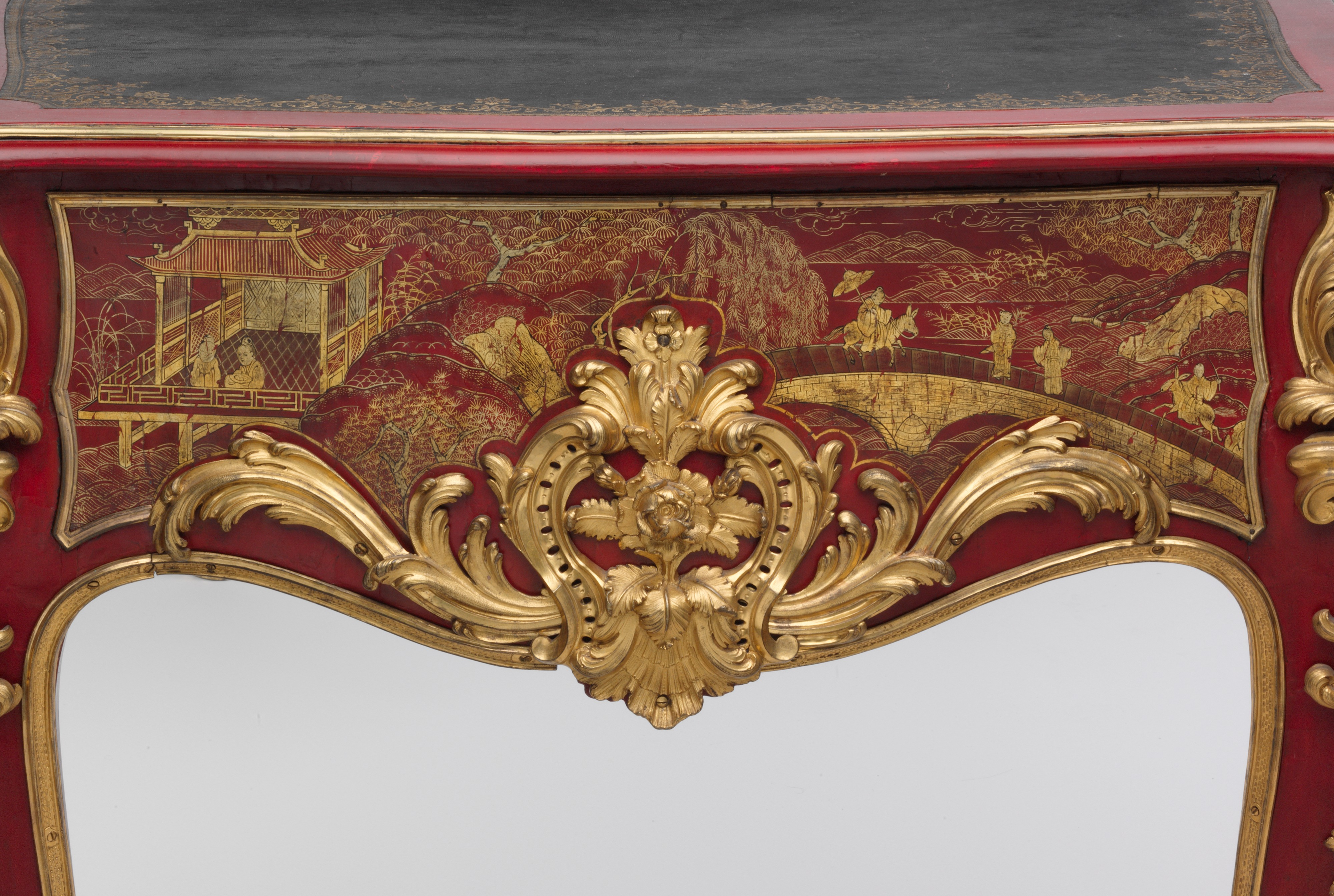
Rot-goldene Lack-Chinoiserien an einem Louis-XV-Schreibtisch (bureau plat), ca. 1749, Metropolitan Museum of Art, New York
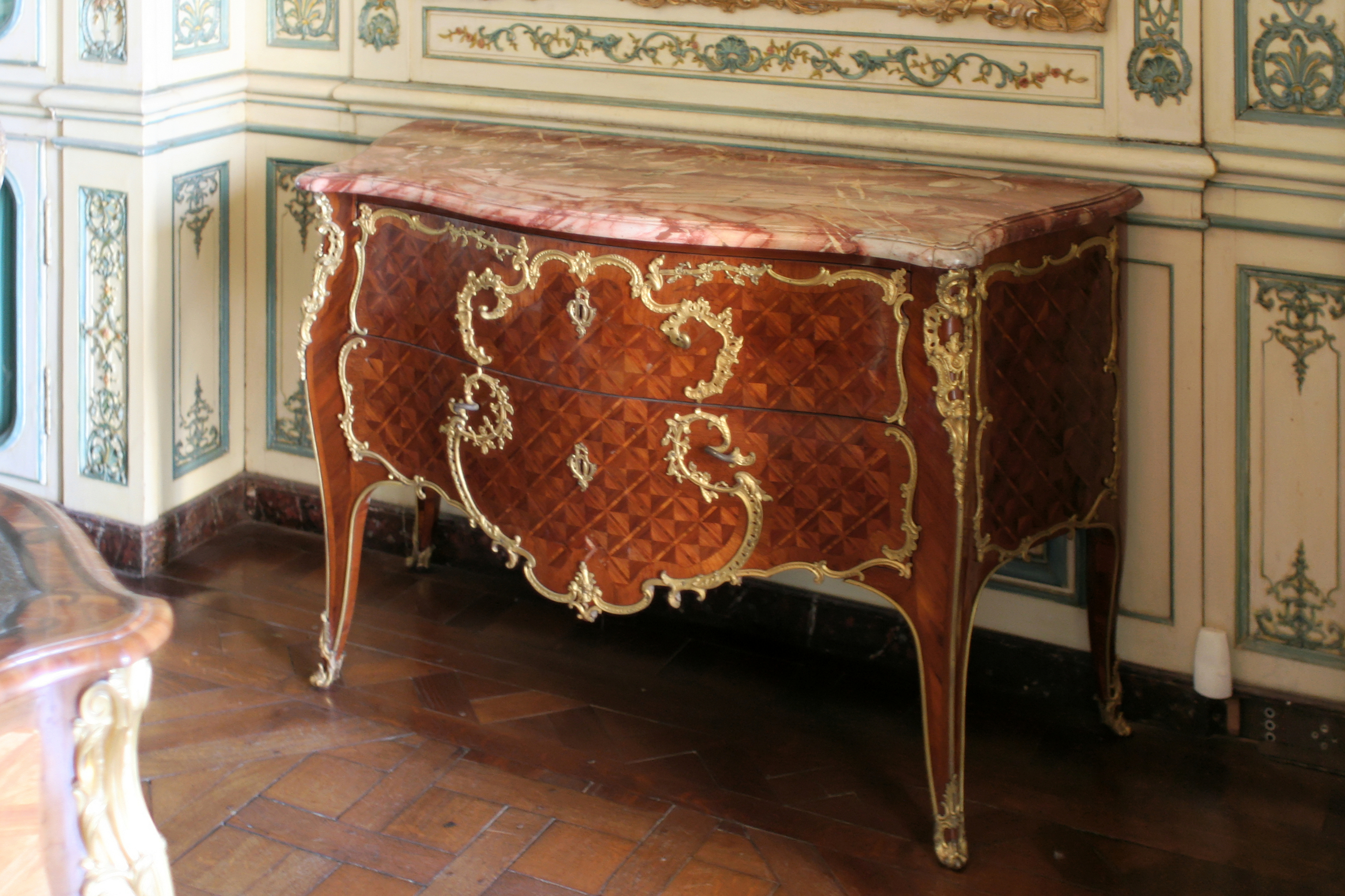
Louis-quinze-Kommode von Mathieu Criaerd, 1748, Bibliothek des Dauphin, Schloss Versailles
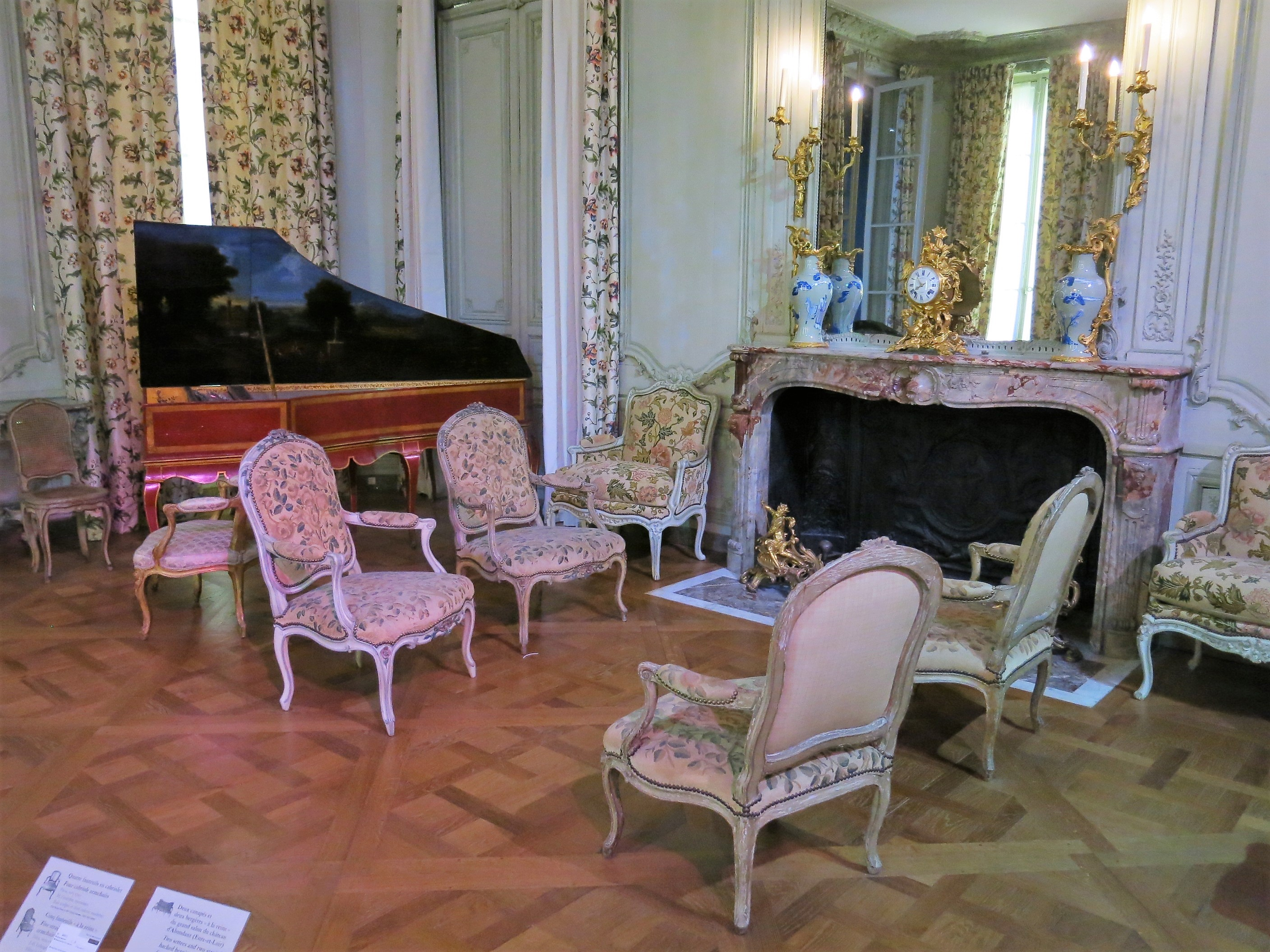
Großer Salon aus dem Château d'Abondant (Eure-et-Loir), um 1750, im Hintergrund ein Cembalo, Département des Objet d'Arts (Salle 47), Louvre, Paris
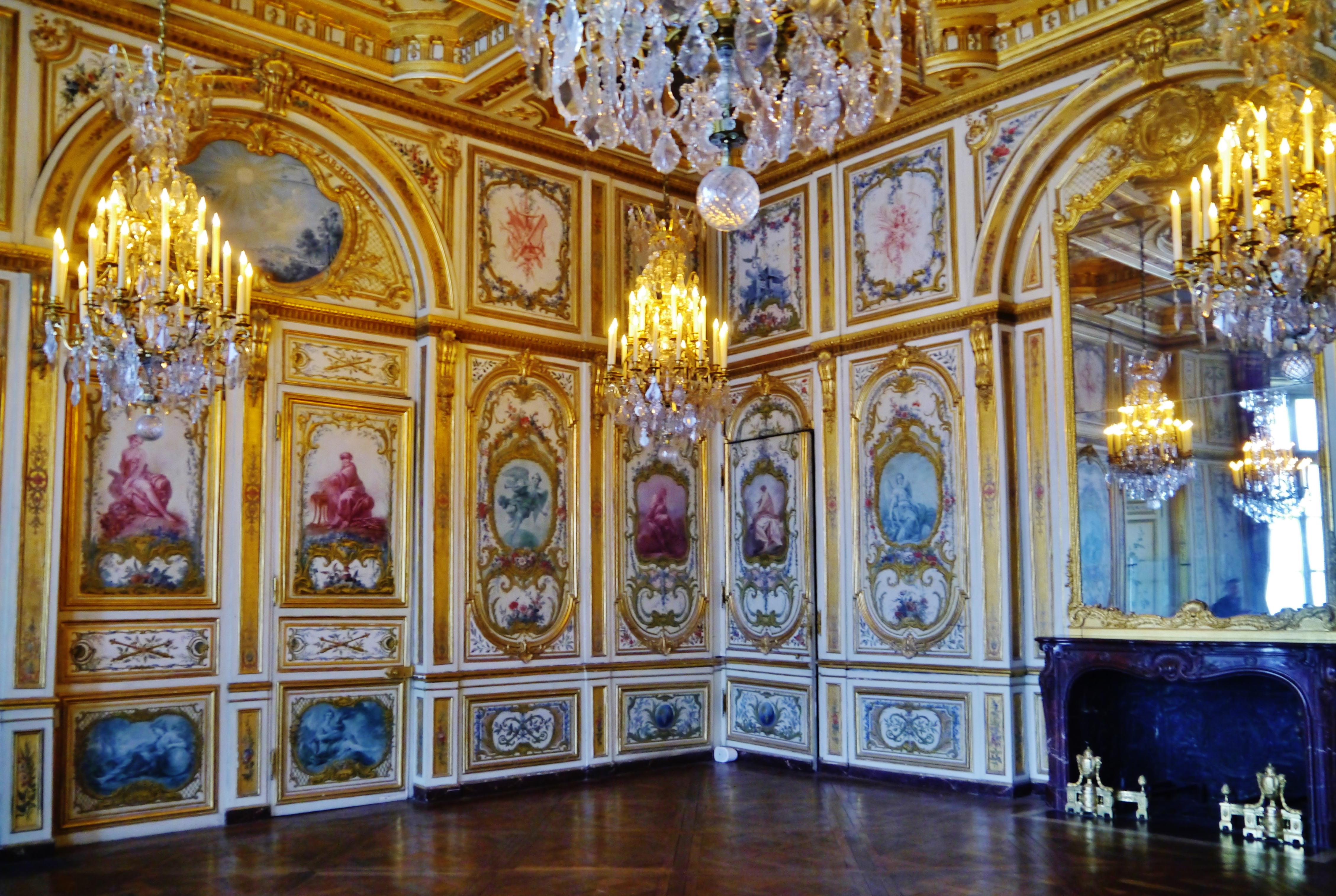
Louis-quinze-Boiserien mit farbigem Grisailledekor von Carle Van Loo und Jean-Baptiste Pierre in der Salle du Conseille,[6] Fontainebleau
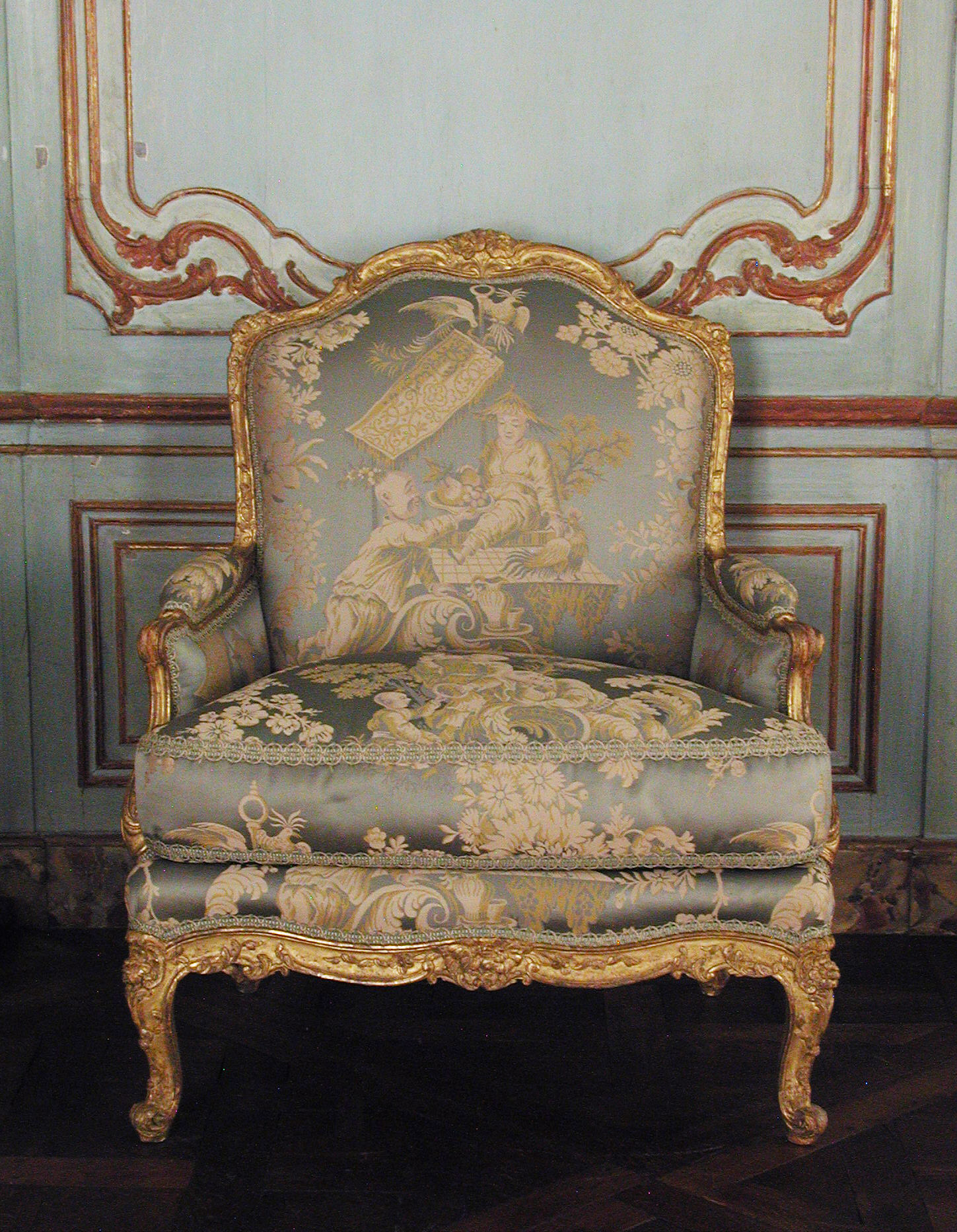
Sogenannte Bergère mit Chinoiserie-Motiv auf dem Seidenbezug, um 1765, Metropolitan Museum of Art, New York
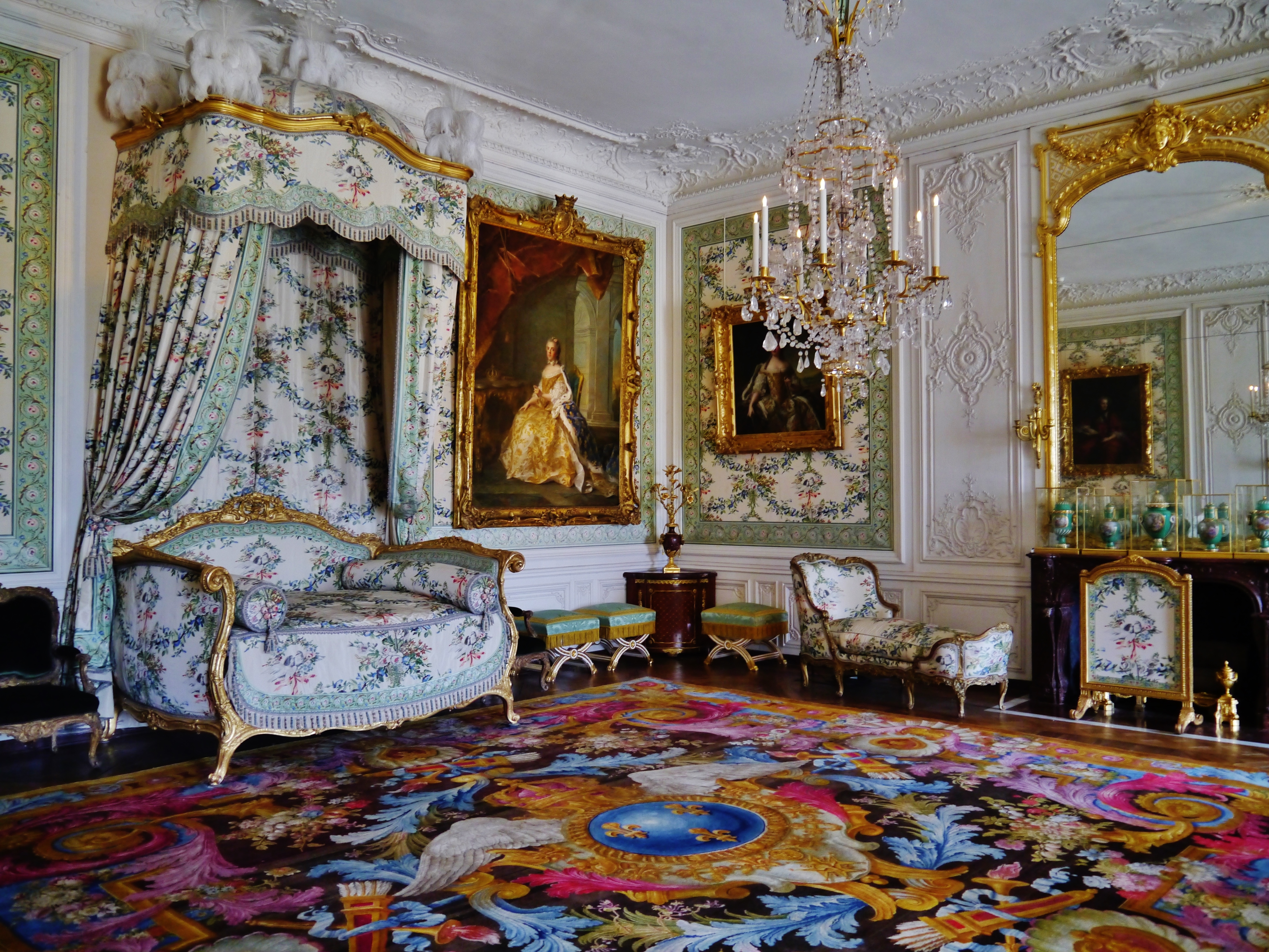
Louis-quinze-Interieur im Appartement der Töchter Ludwigs XV., Schloss Versailles
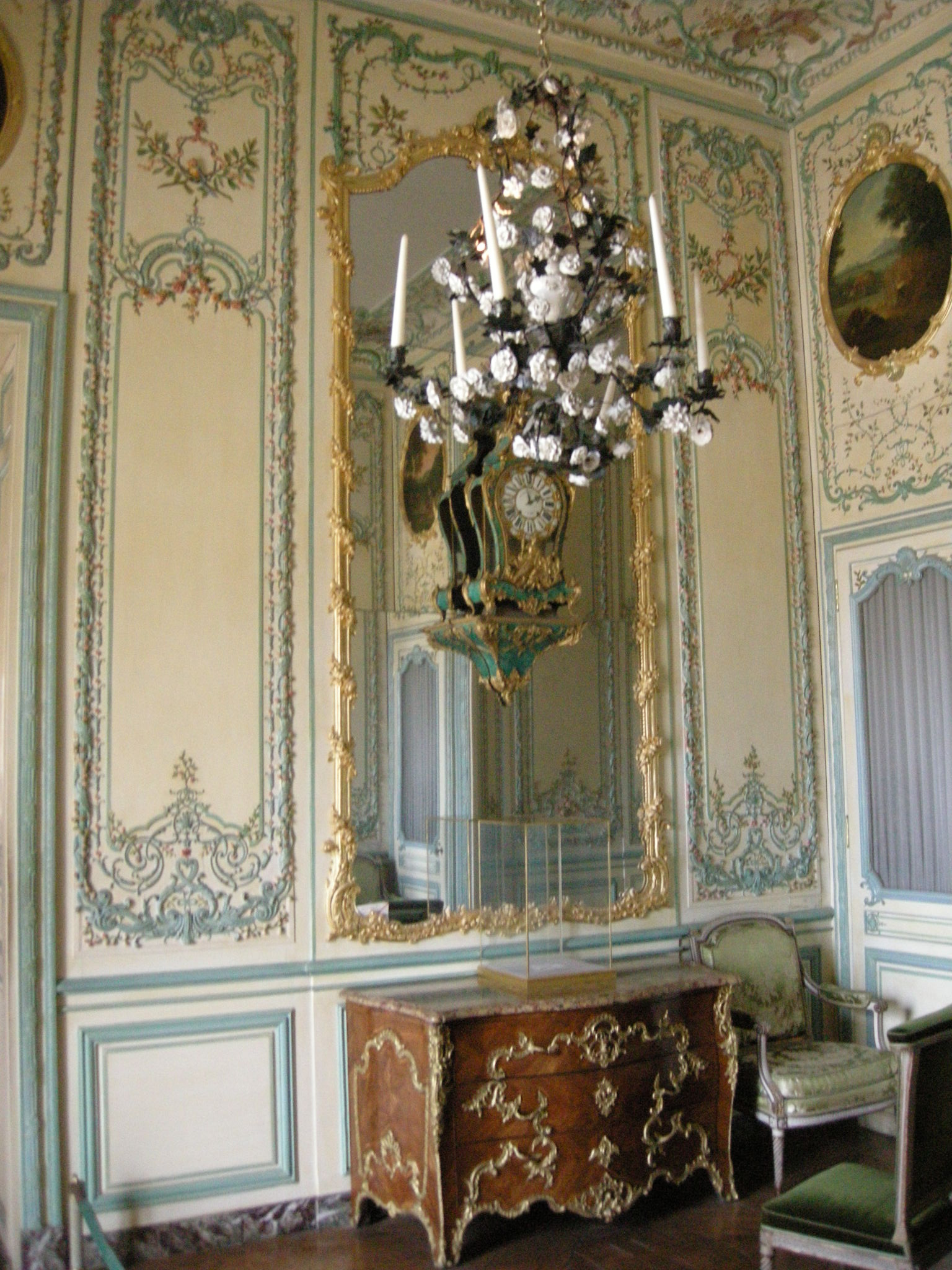
Cabinet intérieur der Dauphine, Kommode von Antoine Robert Gaudreaux (1745), Schloss Versailles
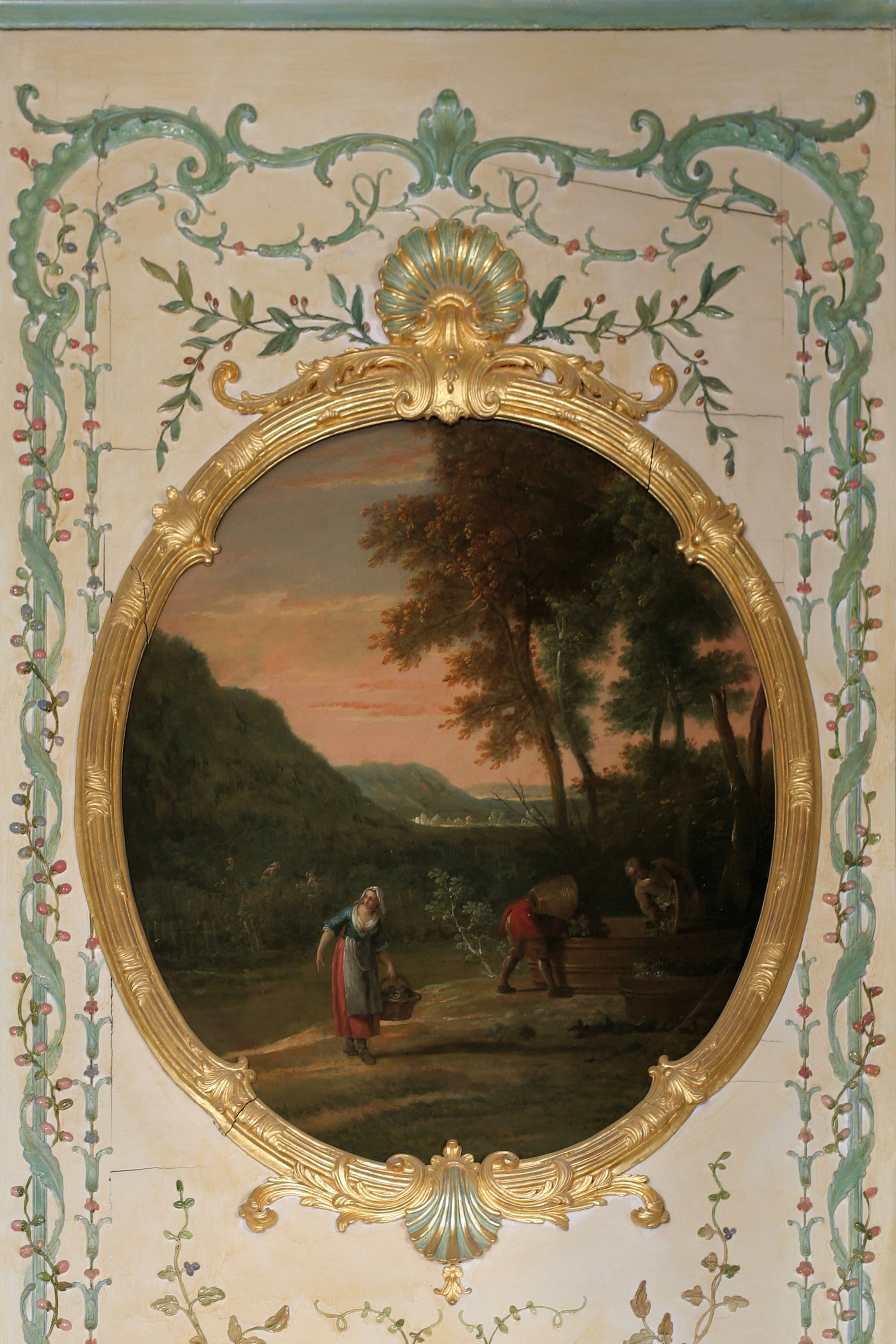
Der Herbst von Jean-Baptiste Oudry und farbige Boiserien im Cabinet intérieur der Dauphine, Schloss Versailles
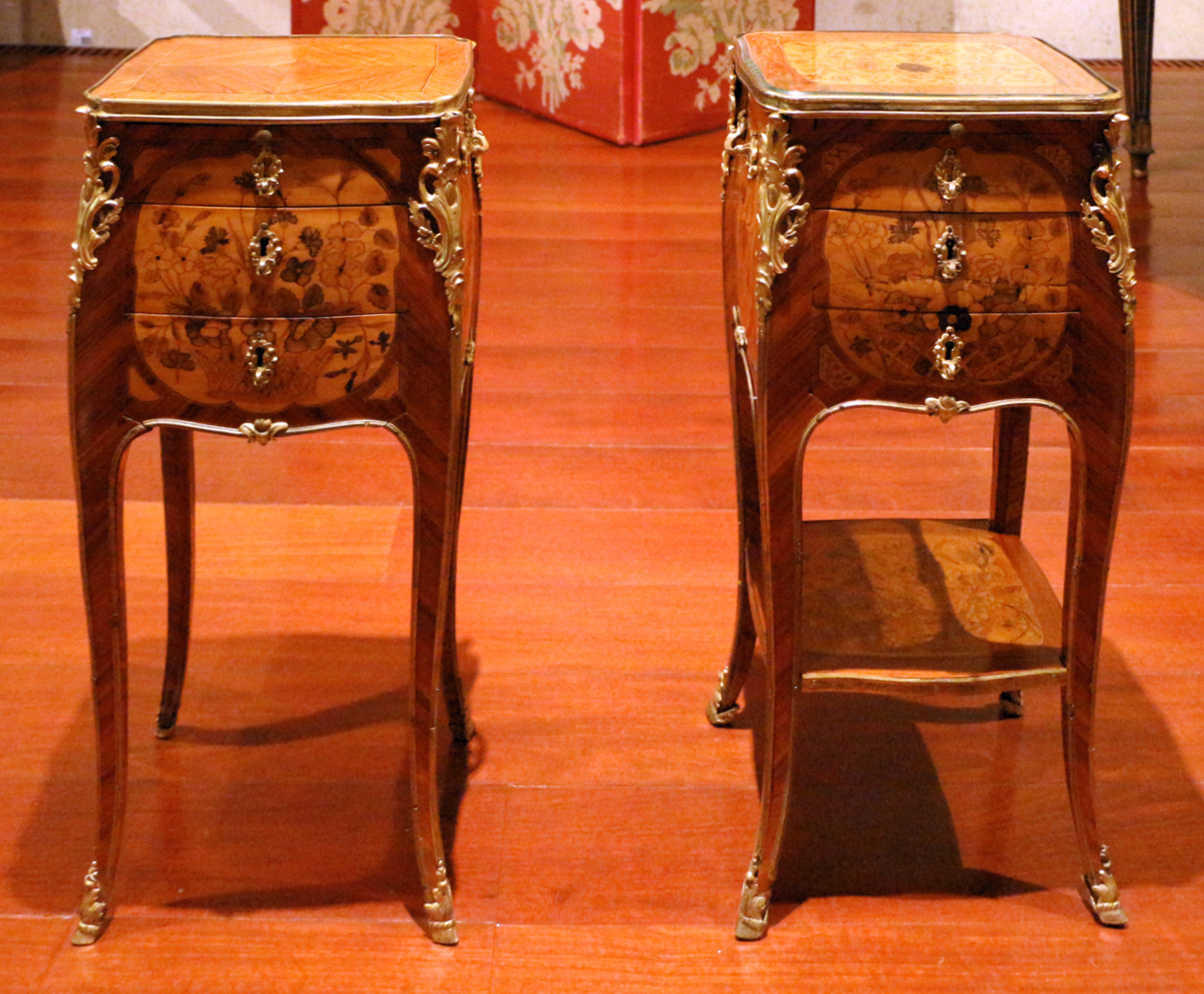
Zwei Kommoden, Adrien Faizelot Delorme und Nicolas Petit, ca. 1765, Museu C. Gulbenkian, Lissabon
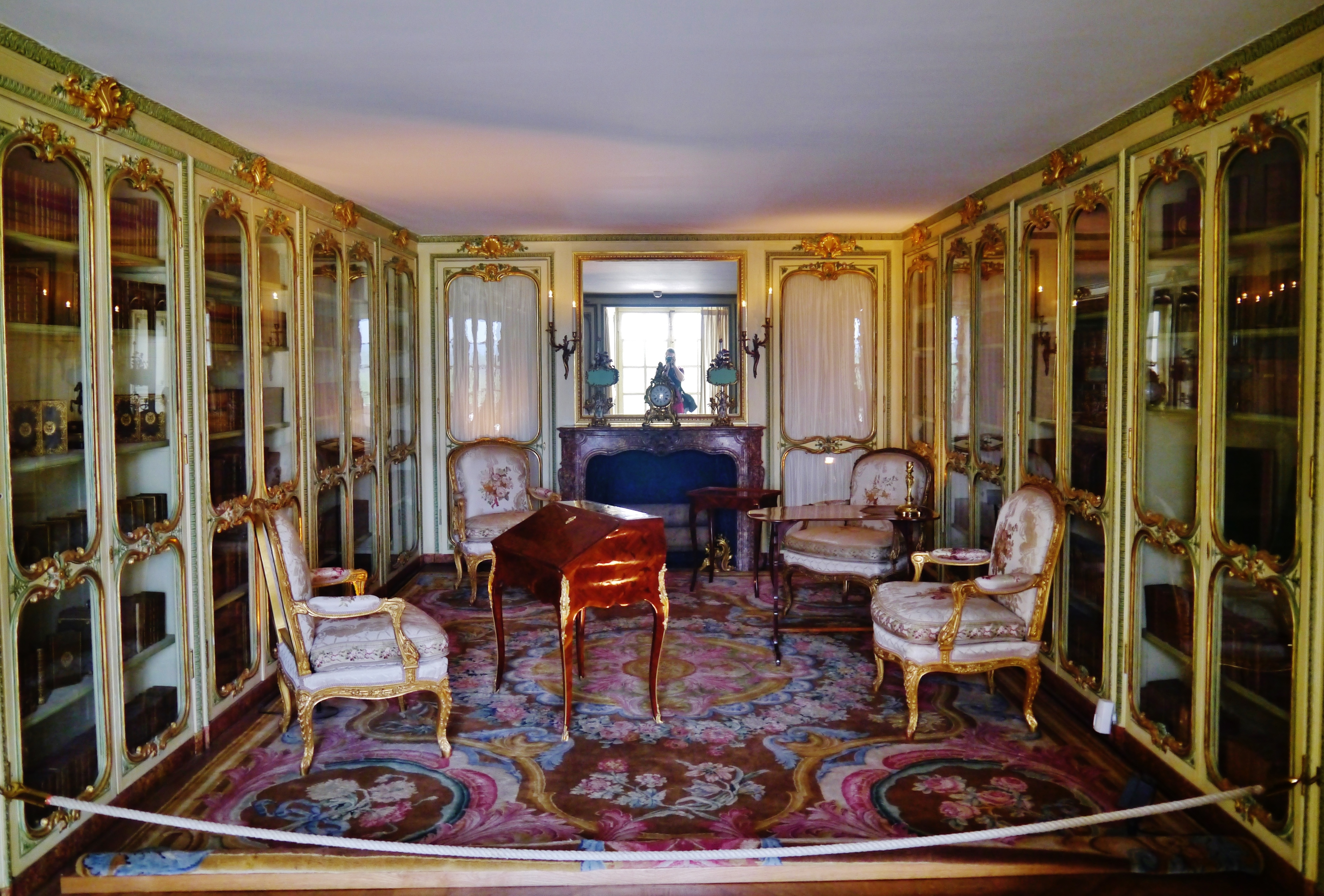
Bibliothek im Louis-quinze-Stil, Winterappartement von Schloss Versailles

## Galerie 2: Malerei

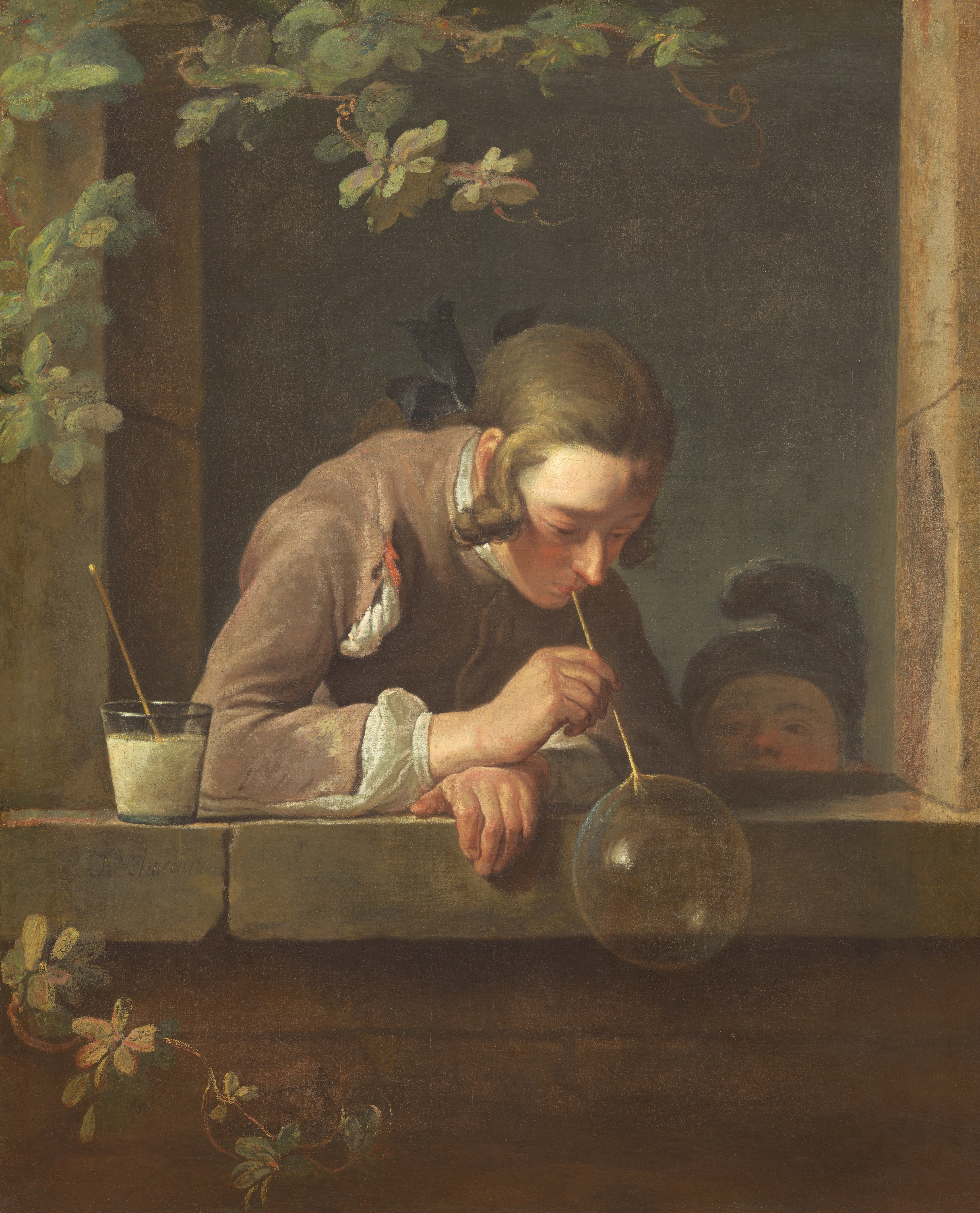
Jean Siméon Chardin: Seifenblasen, 1733–34, National Gallery of Art, London
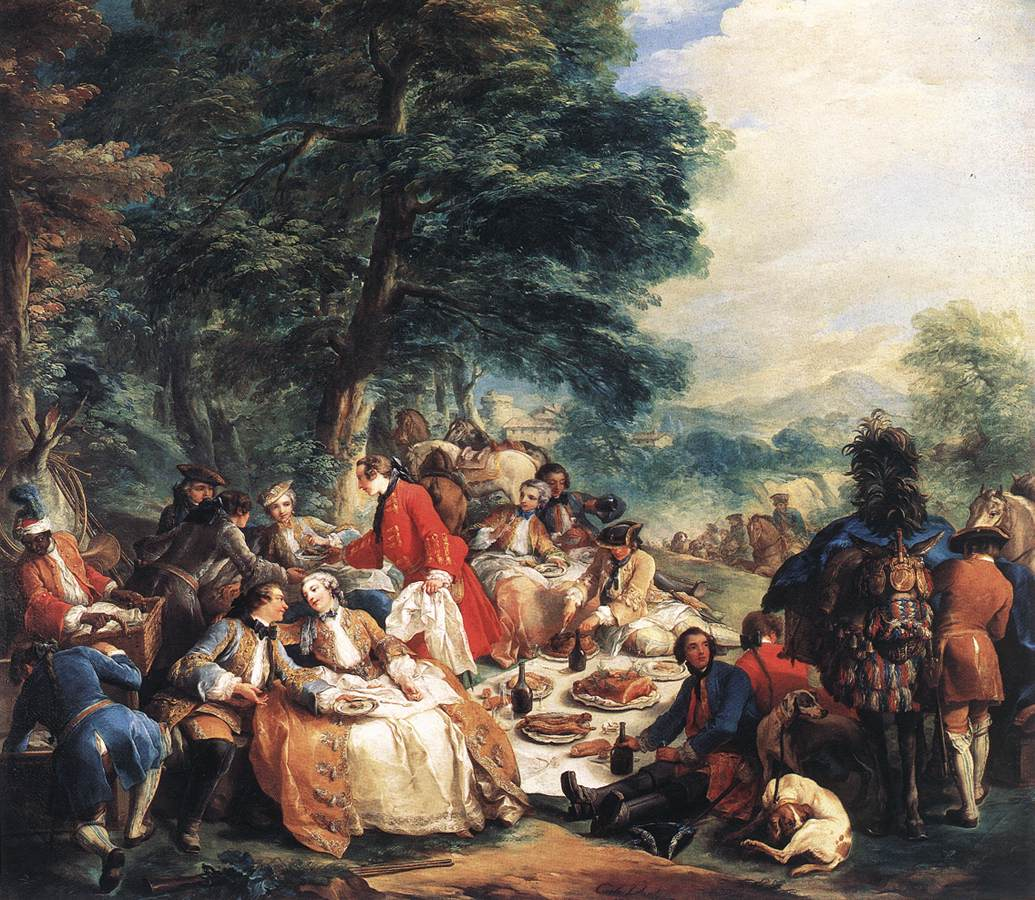
Charles André van Loo: Rast auf der Jagd, 1737, Louvre, Paris
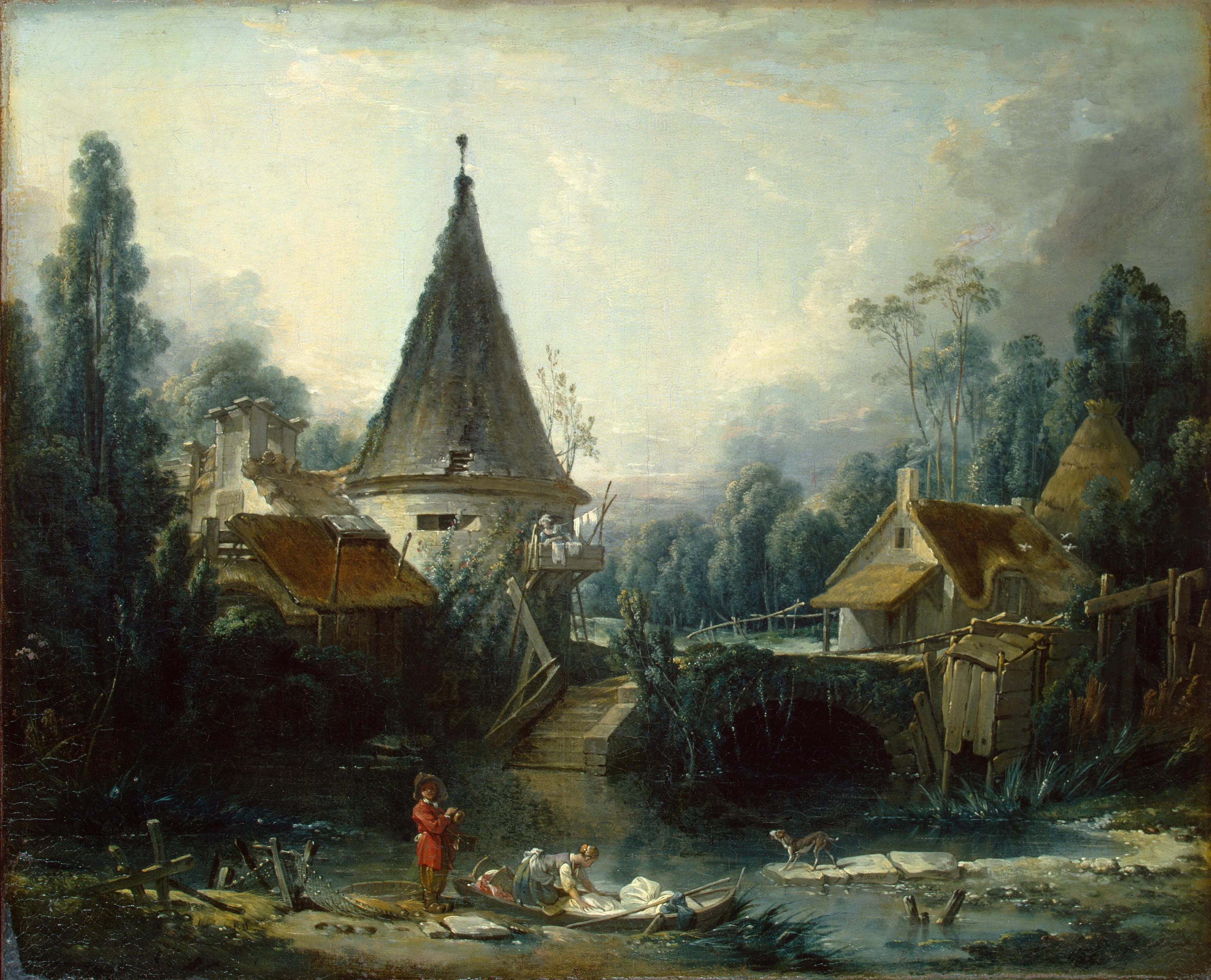
François Boucher: Landschaft bei Beauvais, 1740er Jahre, Eremitage, St. Petersburg
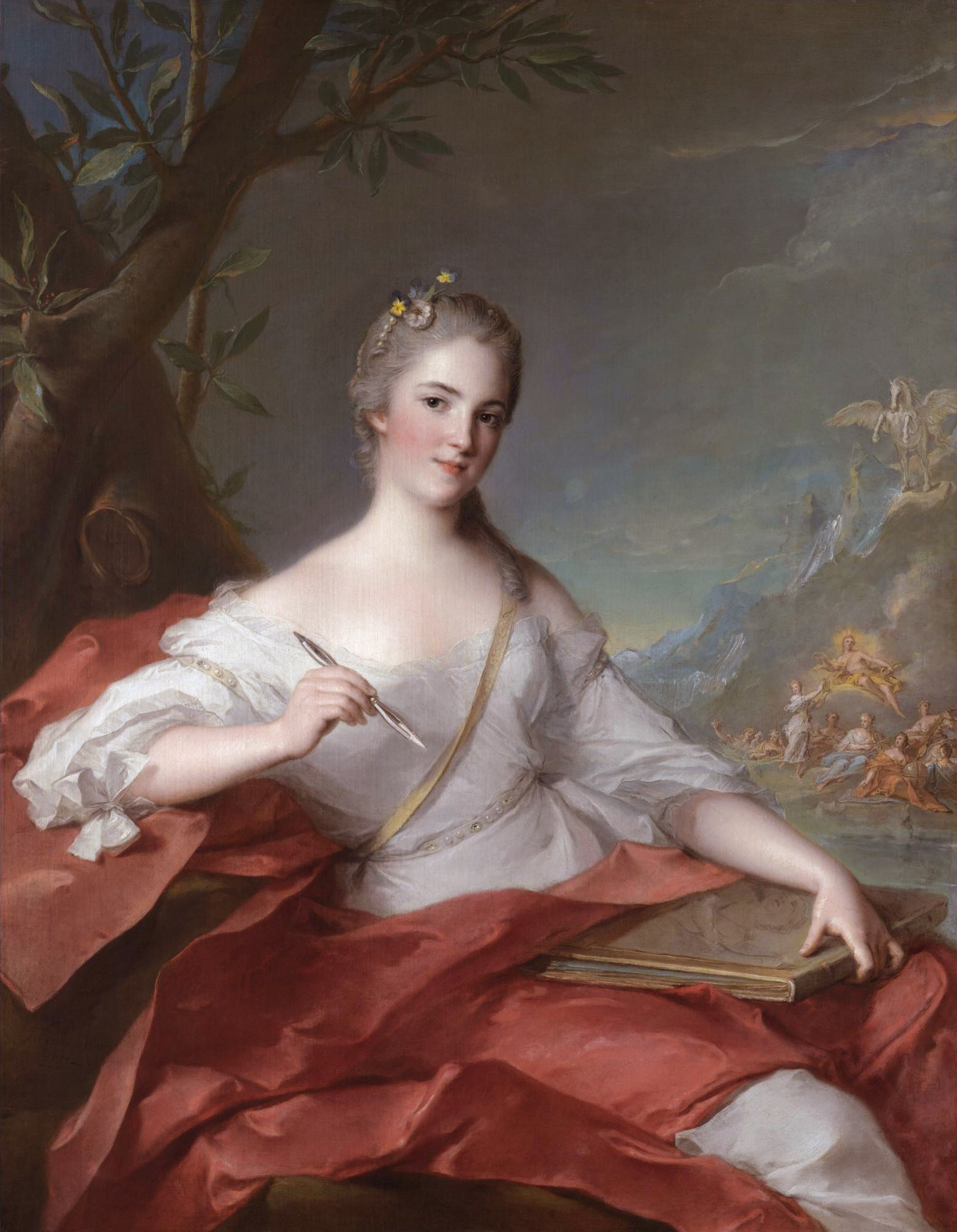
Jean-Marc Nattier: Marie-Geneviève Boudrey als Muse, 1752 (Ort unbekannt)
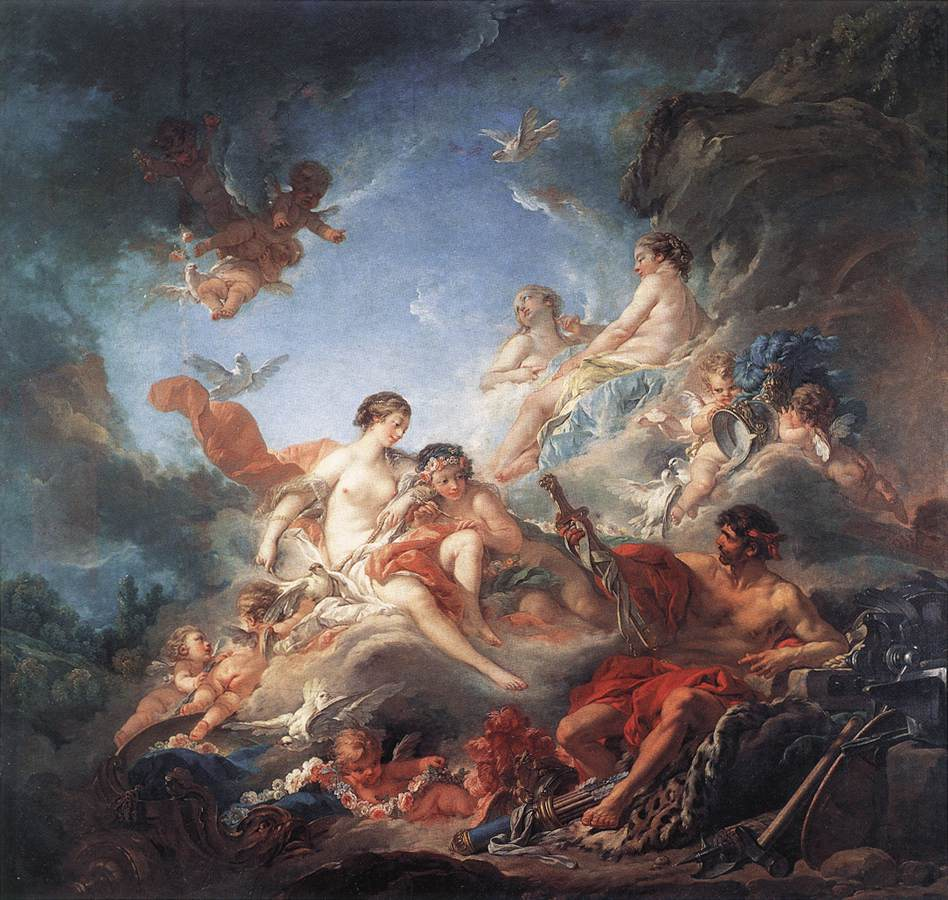
François Boucher: Vulkan präsentiert Venus die Waffen für Aeneas, 1757, Louvre, Paris
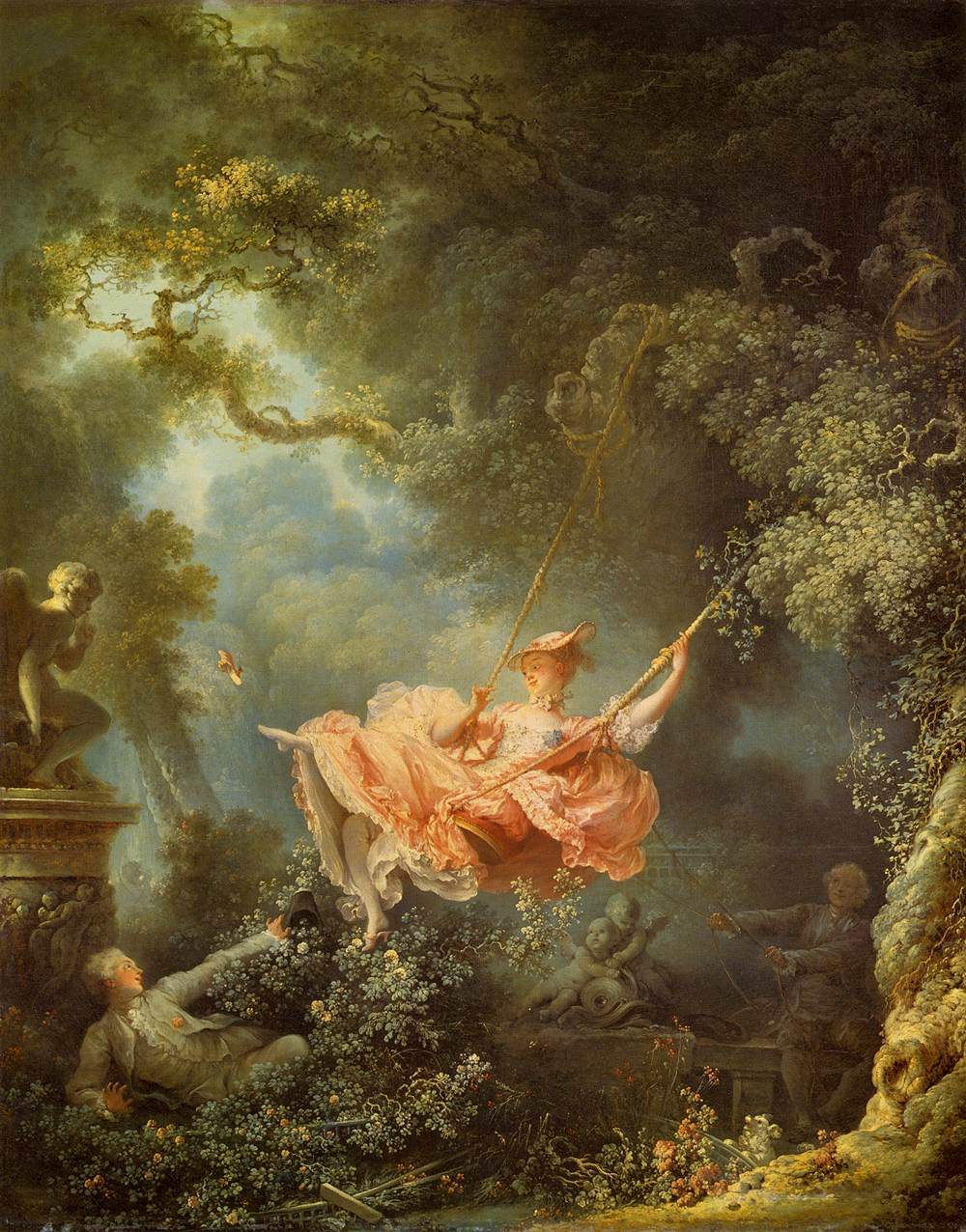
Jean-Honoré Fragonard: Die Schaukel, 1767, Wallace Collection